# Worstzin
Een worstzin is een zin waar te veel zijdelingse informatie in verwerkt zit, waardoor de zin over het algemeen moeilijk leesbaar is en onduidelijk wordt.  De term is met betrekking tot schrijfstijladvisering vooral toegepast door de publiciste Inez van Eijk.

## Toepasbaarheid
Van Eijk ging uit van het beeld van een ronde worst, waarbij begin- en eindpunt dicht bij elkaar liggen, maar er tegelijkertijd veel tussenliggende massa is. Een duidelijke omschrijving ontbreekt, maar het begrip lijkt als self-evident te worden beschouwd, getuige het her en der verspreide, niet nader toegelichte gebruik. Laatstgenoemde bron stelt het simpel: "Worstzinnen zijn lange zinnen met te veel informatie. Lezers hebben moeite met dit soort zinnen." (p.39) Ook de remedie klinkt simpel: "Vermijd worstzinnen. Zorg dat zinnen gemiddeld twaalf tot twintig woorden bevatten en splits te lange zinnen op in meerdere korte zinnen (Janssen et al., 2012)." (Salden 2015, t.a.p.)

Een uitgewerkt voorbeeld uit de wetgevingspraktijk biedt C. Waaldijk.

## Toelichting
Het menselijk brein kan slechts een beperkt aantal nieuwe verbanden tegelijk leggen of associaties oproepen. Het verwijzen naar en verbinden vanuit een zin met al aanwezige kennis maakt het wel makkelijker. Dit heeft gevolgen voor de effectiviteit van informatie- en begripsoverdracht, zoals bij veiligheidsinstructies in een noodsituatie en het ontwerpen van didactische methodes.
Een bijzin bijvoorbeeld kan te veel informatie bevatten waardoor de grote lijn van de zin verloren gaat, zoals details, zijdelingse verwijzingen die de context verrijken, of er zit meer dan één type relatie in verwerkt. Een goed leesbare zin bevat één type relatie, zoals een relatie van een gevolg met een oorzaak, beschreven met één hoofdzin en met niet meer dan twee bijzinnen.
Daarnaast zijn er nog enkele andere manieren om worstzinnen te vermijden, bijvoorbeeld door sowieso geen (lange) tussenzinnen te gebruiken. Het gebruik van verwijswoorden ("Daaruit volgde dat ..."; "Dit resulteerde in ...") zorgt voor traceerbare verbindingen tussen de zinnen. Overgangszinnen ("Dat heeft twee gevolgen." ; "Niet alleen het bovenstaande, maar ook heeft ...") verwijzen naar voorgaande zinnen. Ook het geregeld toepassen van een persoonsvorm helpt om de informatie in een zin leesbaar te organiseren.

## Verwante begrippen
Het tegenovergestelde van worstzinnen is aan te treffen in passages met te veel opeenvolgende korte zinnen, waardoor een staccatostijl ontstaat.